# Ampliation
La signature pour ampliation est une pratique de l'administration publique (notamment en France), utilisée pour authentifier la copie d'un acte administratif (le plus souvent un décret ou un arrêté). En droit public, l'ampliation qui en résulte désigne ainsi la copie authentifiée, d'un acte administratif (« ressemblance avec l'expédition conforme réalisée par les notaires dans le champ du droit privé »). Le destinataire d'une ampliation est parfois appelé ampliataire (ne pas confondre avec l'ampliation qui résulte d'un acte ampliatif, c'est-à-dire qui ajoute à un acte juridique précédent, tel un avis ou un mémoire ampliatif).
L'ampliation en droit administratif n'est pas synonyme de copie, duplicata ou copie certifiée conforme.
- La copie est une simple reproduction manuscrite, mécanique (dactylographie) ou numérique (photocopie) réalisée par toute personne, qui la distingue du double, qui est un second original (double d'un contrat avec signatures originales des parties par exemple). Il n'est pas obligatoire d'apposer la mention « copie » dessus.

- Le duplicata est la copie d'un document (dit primata) délivrée par l'auteur de l'original, ayant la même valeur juridique (la production d'un duplicata de quittance permet de prouver le paiement tout comme l'original) mais avec l'ajout obligatoire de la mention « duplicata ». Toutefois seul l'original produit certains effets juridiques (par exemple seul l'original de la quittance permettra de se faire rembourser pour éviter un double remboursement ou déduction d'impôt)

La copie certifiée conforme, permet d'attester de l'exacte reproduction d'une copie par rapport un original, sans attester de authenticité de l'original (qui peut très bien être un faux).

## Étymologie
Du latin ampliatio (« augmentation ») ici dans le sens d'accroitre la force juridique d'une copie qui en son absence n'en n'aurait pas.

## Historique

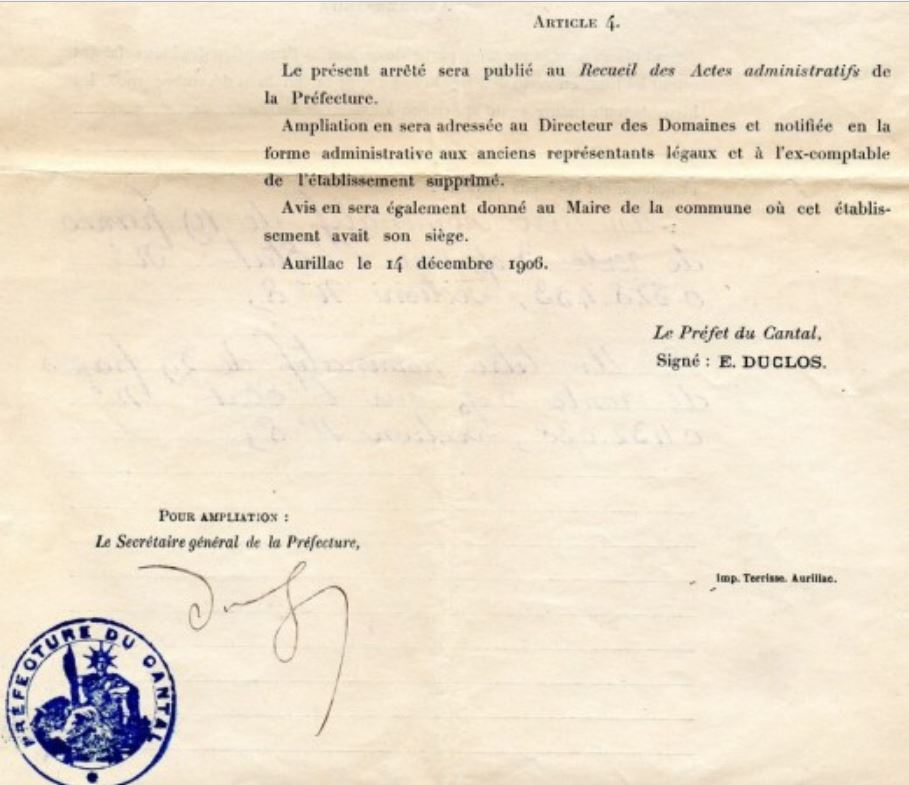
Exemple ancien de signature "pour ampliation" sur un arrêté du préfet du Cantal (1906).

L'ampliation (signature "pour ampliation") est née de l'impossibilité de faire des copies signées d'un acte officiel à l'époque où la photocopie n'existait pas. L'autorité signait l'acte original, qui était conservé par l'administration. Cet original était copié à la main, et plus tard de façon dactylographiée, autant de fois que de besoin, parfois même bien après que l'auteur ne soit plus en fonction.   
La copie était dépourvue de la signature de l'auteur original, mais portait la mention "signé" devant le nom de l'auteur de l'acte original. Dépourvue de la signature de l'auteur, elle ne pouvait être certifiée conforme.  L'agent de l'administration qui procédait à la notification de la copie de acte, signait alors la copie "pour ampliation". Cela authentifiait la copie en attestant que le document original portait bien cette signature.  
Il est donc normal et légal que l'ampliation ne comporte pas la signature de l'auteur de l'acte original.  
Toutefois, au début du XIXe siècle et jusqu'à l'invention de la photocopie, les  copies carbones, qui comportaient une décalque de la signature de l'auteur, faisaient quand même l’objet d'une ampliation. De même pour les premières photocopies apparues progressivement dans les années 1960. L'usage a ensuite été abandonnée plus ou moins vite.

## Usage actuel de l'ampliation

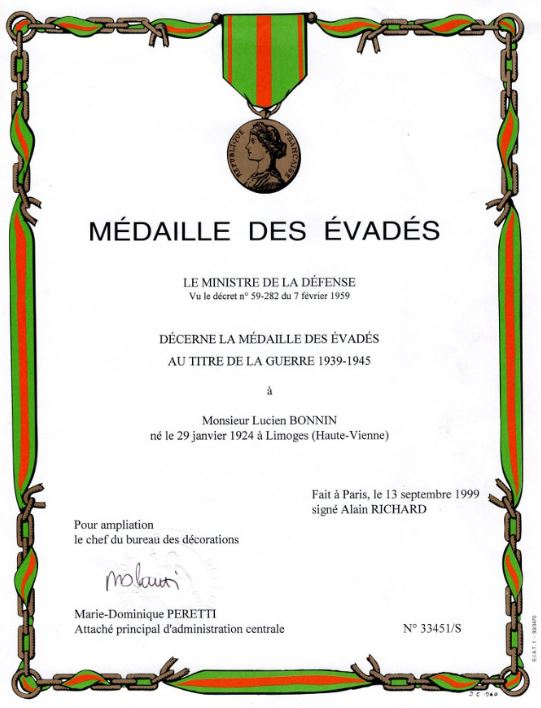
Exemple contemporain de signature « pour ampliation » sur un brevet de la médaille des évadés (1999)

La possibilité technique de reproduction photographique des documents (photocopie, numérisation) a rendu largement obsolète la pratique de l'ampliation qui n'a plus aucun intérêt lorsque la signature de l'auteur est reproduite dans une copie fiable. D'autant plus que l'administration n'est pas obligée de notifier l'original, et si elle notifie une copie signée, elle n'a pas l'obligation de la certifier conforme.
Toutefois l'ampliation reste nécessaire chaque fois que la copie du document délivré ou notifié ne comporte pas la signature de son auteur. L'ampliation est notamment encore nécessaire dans la notification de l'extrait d'un arrêté collectif à une des personnes concernées, attestant ainsi de l’authenticité de cet extrait non signé de l'auteur par rapport l'acte intégral signé (par exemple en matière d'avancement des fonctionnaires ou de naturalisation). 
L'ampliation a eu récemment un regain d’intérêt comme un moyen prévu par la loi pour rendre systématiquement anonyme les auteurs des décisions administratives rendues en matières de terrorisme. Dans ce cas les  nom, prénom et qualité du signataire, n'apparaissent pas sur l'ampliation.

## Compétence
S'agissant d'une attestation d'authenticité, la compétence pour signer des ampliations ne découle pas d'une délégation de signature. De ce fait la question de l'absence d'habilitation à signer « pour ampliation » est sans conséquence sur la procédure.
La formule de l'ampliation est simple. Celui qui authentifie la copie non signée, appose ses  prénom et nom, fonction et titre, ainsi que sa signature  précédée de la mention « pour ampliation ». Il n'est pas besoin d'ajouter « certifiée conforme à l'original », puisque que l'ampliation authentifie déjà l'acte.

## Portée
L'ampliation à la même valeur juridique que l'original. Toutefois en cas de contestation seul l'original, qui doit alors être produit, fait foi.  
L'ampliation ou son absence est sans conséquence sur la validité juridique de l'acte original. 